# Ein starkes Team: Der tote Mörder
Der tote Mörder ist ein deutscher Fernsehfilm von Martin Kinkel aus dem Jahr 2025. Es handelt sich um die 98. Folge der Krimiserie Ein starkes Team mit Florian Martens und Stefanie Stappenbeck in den Hauptrollen. Es ist der vierunddreißigste Einsatz von Linett Wachow an der Seite von Otto Garber. Die Erstausstrahlung der Episode erfolgte am 4. Januar 2025 im ZDF.

## Handlung
Linett Wachow und Otto Garber ermitteln im Mordfall an Lars Schilling, der bis vor Kurzem in Haft saß, weil er seine Freundin vor 15 Jahren erschossen hatte. Ins Visier der Ermittlungen gerät zunächst seine letzte Geliebte Roswita Zander, doch dann verdichten sich die Hinweise auf das Ehepaar Claudia und Peter Perl, die den Ermittlern gegenüber unentwegt falsche Aussagen machen und nur das zugegeben, was sie ihnen nachweisen können.

## Produktionsnotizen
Die Dreharbeiten für Der tote Mörder erstreckten sich vom 12. Oktober 2023 bis zum 11. November 2023 und fanden in Berlin und Umgebung statt. In der ZDF Mediathek wurde der Film ab dem 28. Dezember 2024 vorab zur Verfügung gestellt. Die Erstausstrahlung erfolgte zur Hauptsendezeit am 4. Januar 2025 im ZDF.
Für Lucas Reiber als Kriminaloberkommissar und IT-Spezialist Nils Makowski ist es sein erster Auftritt. Er ist der Nachfolger des ausgestiegenen Matthi Faust.